# Lwy Częstochowa
Lwy Częstochowa – polska drużyna speedrowerowa. Drużynowy Mistrz Polski z sezonu 2016.